# Amarsi un po'
Pour plus de détails, voir Fiche technique et Distribution.
Amarsi un po' est une comédie romantique italienne réalisée par Carlo Vanzina et sortie en 1984.

## Synopsis
À Rome, Cristiana est une jeune et belle princesse, ennuyée par son rôle et ses parents qui suivent l'étiquette à la lettre. Marco est un jeune bourgeois qui travaille comme électricien chez BMW et est le fils d'un marchand de journaux. L'un et l'autre se rencontrent lors d'un banal accident de voiture, ils s'apprécient et décident de rester ensemble malgré leurs différences de classe. Bientôt, un grand amour naît entre eux. Pourtant, à la longue, les malentendus dus à leurs différents milieux sociaux prennent le dessus : lors de vacances avec des amis de la jeune fille, les différences de style et de comportement sont mises en évidence, également en raison de la présence d'un ancien amour de Cristiana.
Ils se séparent, et elle planifie un mariage avec le riche noble français Felix Rothschild. Mais l'amour entre Marco et Cristiana n'est pas terminé. Marco, ayant appris le mariage imminent de Cristiana, part en voiture de Rome en direction de Paris ; en chemin, à cause d'un coup de sommeil, il dérape et entre en collision avec un camion. Entre-temps, Cristiana se marie mais, alors qu'elle est sur le point de partir en lune de miel, elle lit dans le journal l'accident de Marco, abandonne son mari et se dirige vers l'hôpital, choisissant de revenir avec le garçon.

## Fiche technique
- Titre original italien : Amarsi un po'[1],[2],[3]
- Réalisateur : Carlo Vanzina
- Scénario : Carlo Vanzina, Enrico Vanzina
- Photographie : Claudio Cirillo
- Montage : Raimondo Crociani
- Musique : Mario Lavezzi (it)
- Décors et costumes : Paola Comencini
- Production : Mario Cecchi Gori et Vittorio Cecchi Gori
- Société de production : C.G. Silver Film
- Pays de production :  Italie
- Langue originale : italien
- Format : Couleur - Son mono - 35 mm
- Durée : 93 minutes
- Genre : Comédie romantique
- Dates de sortie :
  - Italie : 5 octobre 1984

## Distribution
- Claudio Amendola : Marco Coccia
- Tahnee Welch : Princesse Cristiana Cellini
- Virna Lisi : Princesse Marisa Cellini
- Riccardo Garrone : prince Francesco Cellini
- Giacomo Rosselli (it) : Prince Ugo Cellini
- Mario Brega Augusto Coccia
- Rossana Di Lorenzo : Maria Coccia
- Nicolina Papetti (it) : la voisine
- Paolo Baroni : Marquis Ludovico Brunelli
- Isabella Rocchietta (it) : Marquise Brunelli
- Fabrizio Bracconeri (it) : Micione
- Nicoletta Elmi : Princesse Amanda Orselli
- Marco Urbinati : le surfeur
- Alain Blondeau : Felix de Rothschild
- Carlo Marescotti Ruspoli : Urbano
- Claudia Cavalcanti (it) : Giada
- Jimmy il Fenomeno : ami de la famille Coccia
- Isaac George (it) : Aziz, le chauffeur d'Amanda
- Francesca D'Aloja : petite amie du surfeur